# 津之輝
津之輝（つのかがやき）は、ミカン科の常緑樹で柑橘類であり、タンゴール類の一種である。

## 概要
1984年に農研機構（旧農林水産省果樹試験場）において、タンゴールの「No.14（清見×興津早生）」を種子親に、「アンコール」を花粉親として交配し、育成された中生のタンゴールであり、2009年3月に品種登録された。

## 特徴
雄性不稔であるため花粉が無く、他品種の花粉により受粉されなければ、無核（種無し）となる。花粉の多い甘夏・ハッサク・ヒュウガナツなどの柑橘類が近くにあると種子が入りやすくなるが、他品種に比べ種子形成力が弱いため受粉した場合でも種子数は少ない。枝梢のトゲの発生は少ない。
収穫期は露地栽培の場合は1月中下旬から2月上旬、施設栽培の場合は12月上中旬である。果実は扁球形で180グラム程度、施設栽培では250グラム前後となる。果皮は赤みがあり、手で剥くことができ、じょうのう膜は薄く、果汁が多くアンコールのような芳香があり、糖度は水田転換園においても13度程度となるため、食味は良好である。また、β-クリプトキサンチンを高濃度含有する。
浮き皮の発生は少なく、さらにかいよう病やそうか病などにも強い抵抗性を持つが、果実肥大期の過乾燥により裂果が発生することがある。また若木や施設栽培では、果頂部のへその部分が突出するへそ果が発生しやすい。。